# Авъл Петроний Луркон
Авъл Петроний Луркон (на латински: Aulus Petronius Lurco; * преди 15 г.; † след 58 г.) е политик и сенатор на Римската империя по времето на император Нерон.
През 58 г. той е от юли до декември суфектконсул заедно с Авъл Паконий Сабин. Петроний е в колегията на арвалските братя.